# Ludwigshöhe
La Ludwigshöhe (pron. ted. AFI: [lʊtvɪçshøːə] - 4.342 m s.l.m. - in italiano anche Cima di Ludovico o Corno di Ludovico) è una montagna situata nel gruppo montuoso del Monte Rosa nelle Alpi Pennine.

## Caratteristiche
Si trova nello spartiacque tra l'Italia e la Svizzera lungo la linea di cresta che dal Lyskamm conduce verso la Punta Gnifetti e verso la più alta Punta Dufour. Nel versante italiano dalla montagna si diparte una cresta che digrada verso il Corno Nero (4.322 m), la Piramide Vincent (4.215 m) e la Punta Giordani (4.046 m).
Presenta due versanti totalmente dissimili: dolce e nevoso quello svizzero, a strapiombo quello sull'Italia, verso Alagna Valsesia, parte della cosiddetta parete valsesiana del Monte Rosa.

## Toponimo

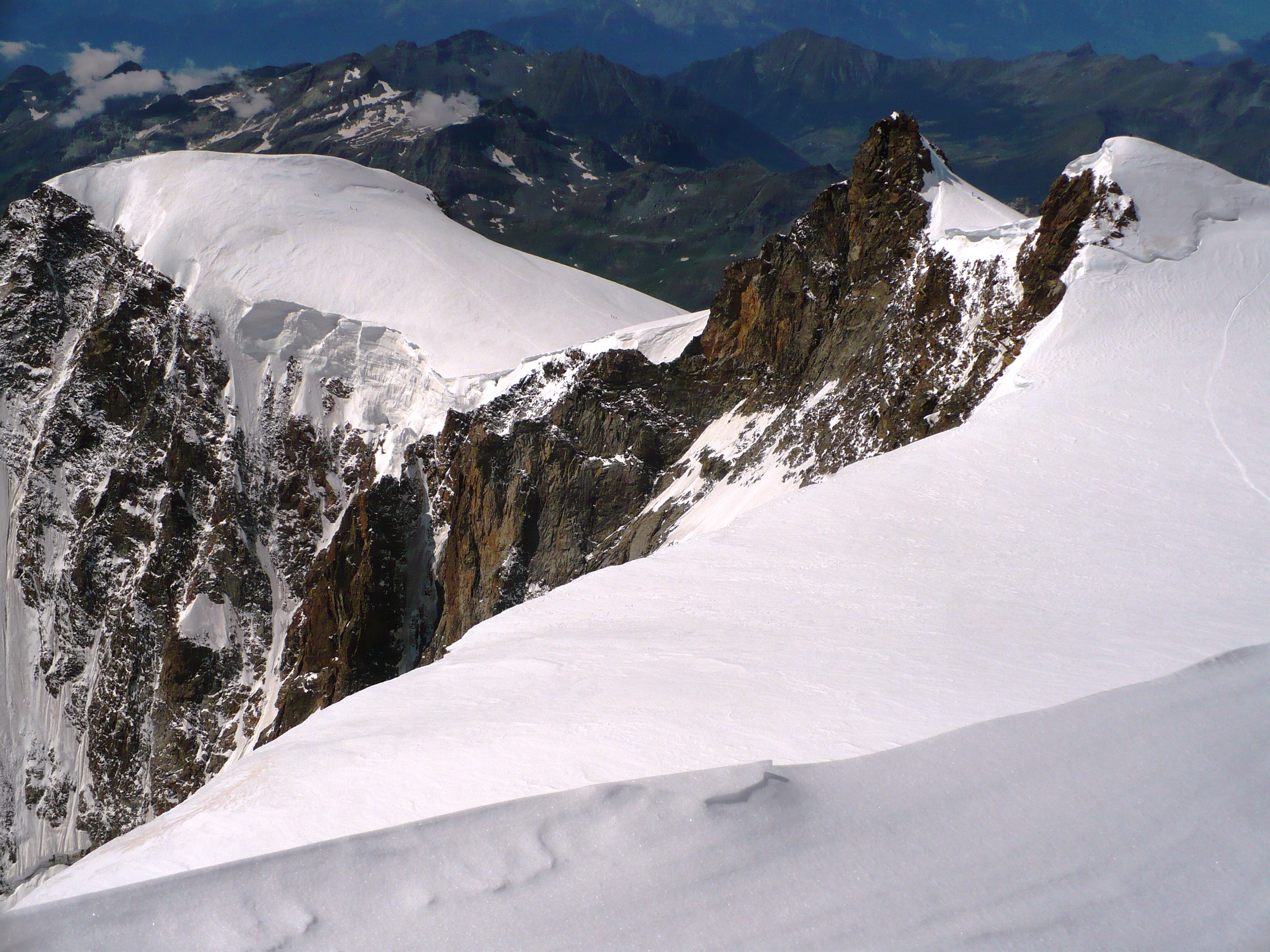
Il Ludwigshöhe (a destra) con il Corno Nero (al centro-destra) e la Piramide Vincent (a sinistra) visti dalla Punta Parrot.

Il monte venne intitolato al re Luigi IX di Francia (in tedesco Ludwig) dal suo primo salitore, il topografo tedesco Ludwig von Welden, che raggiunse la vetta il 25 agosto 1822. Il 25 agosto è inoltre il giorno della commemorazione di san Luigi IX.

## Salita alla vetta
La montagna può essere salita partendo dal Colle del Lys. Nella parte finale la salita diventa un'aerea cresta nevosa.